# El Dovio
El Dovio est une municipalité située dans le département de Valle del Cauca, en Colombie.